# Municipality of Leichhardt
Municipality of Leichhardt var en kommun i Australien. Den låg i  Sydney i delstaten New South Wales. Den 12 maj 2016 upphörde kommunen genom att den slogs ihop med Marrickville Council och Municipality of Ashfield för att bilda kommunen Inner West Council.
Antalet invånare var 52 198 vid folkräkningen 2011. Arean var 10 kvadratkilometer.
Municipality of Leichhardt omfattade stadsdelarna Leichhardt, Balmain, Lilyfield och Balmain East.